# Clayton (Nova Jérsei)
Clayton é um distrito localizado no estado americano de Nova Jérsei, no Condado de Gloucester.

## Demografia
Segundo o censo americano de 2000, a sua população era de 7139 habitantes. em 2006, foi estimada uma população de 7469, um aumento de 330 (4.6%).

## Geografia
De acordo com o United States Census Bureau tem uma área de 19,0 km², dos quais 18,6 km² cobertos por terra e 0,4 km² cobertos por água.

## Localidades na vizinhança
O diagrama seguinte representa as localidades num raio de 12 km ao redor de Clayton.